# Rolf Krake
 Denne artikel omhandler den danske sagnkonge. Opslagsordet har også en anden betydning, se Rolf Krake (skib).
Rolf Krake (Hrólfr Kraki, Hroðulf, Rolfo eller Roluo) er en sagnkonge fra Lejre på Sjælland, kendt fra både norrøne og den angelsaksiske overleveringer og Saxos Gesta Danorum. Snorres yngre Edda fortæller i Skaldskaparmal, hvordan Rolf og hans kæmper sikrer sig guldringen Sviagris hos den svenske kong Adils. Rolfs fjende Adils var også hans stedfar, gift med Rolfs mor Yrsa. Rolfs regeringstid regnes som en guldalder for Danmark, men endte brat, da Rolf blev myrdet af sin svoger Hjarvard.
Rolf er også summarisk omtalt i det latinske resumé af Skjoldungesagaen (selve sagaen er gået tabt). Rolf optræder i det tidlige engelske Beowulfkvad under navnet Hrothulf. Rolf er søn af Helge, Roars bror. Tilnavnet "Krake" (= "tynd stang", som i "kraken"), fik Rolf af en mand, der havde forventet den berømte konge at være større af skikkelse. Storsindet takkede Rolf for tilnavnet og lønnede manden med en guldring.
Almindeligvis regnes lejrekongerne som mytiske skikkelser, men der er også blevet argumenteret for, at flere faktisk har været konger i Danmark. En Rodulf (Rolf) var konge over herulerne, mens de holdt til ved Donau, og Fravita (Frode) er navnet på en gotisk konge/hærfører, mens Halfdan, Roar og Helge er fordanskninger af navne på hunniske hærførere.

## Roar og guldringen Sviagris
Sagnkongen Helge af Danmark tog dronningen af Saksland med magt og beholdt hende i tre nætter. Hun fødte senere en datter, hun kaldte Yrsa efter sin hund. Pigen blev bortsat hos bønder og så efter dyrene, til hun var tretten år og blev opdaget af kong Helge, der var en tur til Saksland igen. Han tog hende med sig ned til skibene, men hende giftede han sig med. Sammen fik de sønnen Rolf. Nu fik dronningen sin hævn; hun opsøgte sin datter og fortalte hende, at hun var gift med sin egen far. Yrsa rejste derefter tilbage til Saksland og blev senere gift med kong Adils af Sverige. Helge besøgte hende ved anledning i Uppsala, men blev sveget af Adils og dræbt. Nogle år senere kom sønnen Rolf på besøg. Også nu planlagde Adils et baghold. Mens Rolf og hans mænd sad og drak, blev der fyret op i langilden, så gæsternes tøj blev svedet. Rolf sprang op og råbte, at de skulle gøre ilden endnu større. Selv smed han sit skjold ind i ilden, og hans mænd ligeså, inden de løb ud. Udenfor ventede Yrsa og rakte sin søn et horn fyldt med guld, og bad ham ride til skibene, der lå ved Fyrisvoldene. Bag kom Adils og hans mænd. Rolf smed guldet, hans mor havde givet ham, ud over vejen, så svenskerne blev distraheret og samlede det op. Kun Adils fulgte efter. Da smed Rolf den kostbare ring Sviagris, tilhørende Uppsala-kongernes æt, i vejen, og Adils standsede for at samle den op. Sådan skiltes de. Og efter dette dannede skjaldene flere kenninger for "guld": "Fyrisvoldenes sæd", sagde Eyvind Skaldaspillir, "Yrsas søns korn", "Krakes korn" eller "Krakes byg".
Men Rolf havde også en halvsøster, Skuld, som kong Helge havde fået med en alvekvinde. Skuld var gift med Hjarvard, der blev Rolfs banemand, og Odin var med i den hærstyrke, der gik til angreb på Lejre, mens kæmperne lå i sin dybeste søvn. Tolv bersærker og krigere udgjorde Rolfs hird: Hrómundr harði, Hrólfr skjóthendi, Svipdag, Beigaðr, Hvítserkr inn hvati, Haklangr, Harðrefill, Håkon den frøkne, Vöttr inn mikilaflaði, Starólfr, Hjalte og Bodvar-Bjarke. Rolf faldt med sine trofaste mænd omkring sig, Hjalte ved sine fødder og Bjarke ved sit hoved, sådan som Byrhtnoth segner om i kvadet om slaget ved Maldon.
To danske krigsskibe er blevet opkaldt efter Rolf Krake, nemlig Panserbatteriet Rolf Krake og F342 Rolf Krake. Han har ligeledes lagt navn til folkeskolen Rolf Krake Skolen i Holstebro.